# Stanislav Benc
Stanislav Benc (3. února 1935 Praha – 7. srpna 2015 Praha) byl český výtvarník, fotograf a kameraman.

## Život
Vystudoval jedenáctiletou střední všeobecně vzdělávací školu v Praze a v letech 1952–1954 studoval na Vyšší škole uměleckoprůmyslové v Praze. Další dva roky studoval obor chemie na Vysoké škole chemicko-technologické v Praze (1954–1956). Pracoval v Československé televizi, studio Praha nejprve jako osvětlovač, později jako asistent kamery a od 70. let jako II. kameraman, od roku 1984 jako I. kameraman. Roku 1984 ukončil externí studium kamery na Filmové a televizní fakultě Akademie múzických umění v Praze.
Krátce byl členem Fotoklubu ČKD Praha. Samostatně vystavuje od roku 1989.

## Dílo

### Fotografická tvorba
Na přelomu 50. a 60. let letech se stýkal se surrealisty a s okruhem výtvarníků, kteří se zabývali informelem. Zúčastnil se druhé neoficiální výstavy Konfrontace (10/1960) v ateliéru Aleše Veselého a třetí výstavy Konfrontace v Alšově síni Umělecké besedy.
Jeho první fotografie z cyklu Hrob (1961-1962) zobrazují kontrastní struktury kamenů, zdí a předmětů (Hrob II, 1962). Později navázal na surrealistická východiska a fotografoval objekty skrývající nějaký symbolický význam (Kasička na židovském hřbitově v Libni, 1963). Na třetí Konfrontaci vystavoval asambláž Oltář (1964) a soubor čtyř fotografií Příběh o člověku, který vyjde z domu a již se tam nevrátí (1963).
Většina jeho fotografických prací jsou experimenty využívající speciální techniky k modifikaci figurálních snímků, např. fotomontáže (Akt T.B., 1962). Pod vlivem přátel z okruhu Konfrontací Benc experimentoval se solarizací snímků, která postupně destruovala původní vyobrazení a vytvořila abstraktní kresbu (Portrét A.V., Portrét architekta Dalibora Veselého, 1963).
K Bencovým přátelům, po jejichž vlivem vytvářel díla zvláštní barevnosti na pomezí mezi figurativním, abstraktním a lettristickým, patřil Vladimír Boudník (Pocta Vladimíru Boudníkovi - Viadukt v Libni, 1963), Bohumil Hrabal (Na hrázi věčnosti, 1963), Milan Nápravník a Dalibor Veselý (Portrét arch. Dalibora Veselého III, 1963).

### Zastoupení ve sbírkách
- Moravská galerie v Brně[3]
- Muzeum umění Olomouc
- Museum of Fine Arts Houston, USA[4]

### Výstavy (výběr)

#### Autorská
- 1989 Stanislav Benc: Aplikovaná fotografie, Malá galerie Československého spisovatele, Praha

#### Kolektivní
- 1960 Konfrontace II, Ateliér Aleše Veselého, Praha
- 1965 Konfrontace III, Alšova síň Umělecké besedy, Praha
- 1967 7 + 7, Fotografie, Galerie Václava Špály, Praha
- 1991 Český informel. Průkopníci abstrakce z let 1957-1964, Praha, Praha
- 1996 Surrealistické incidence / Surrealist Incidence, Pražský dům fotografie (2000-2002), Praha
- 2001 Fotografie jako umění v Československu 1959 - 1968, Místodržitelský palác, Brno (Brno-město)
- 2003/2004 Umění je abstrakce. Česká vizuální kultura 60. let, Jízdárna Pražského hradu, Uměleckoprůmyslové muzeum, Brno, Muzeum umění Olomouc, Galerie U Bílého jednorožce, Klatovy
- 2005 Česká fotografie 20. století / Czech photography of the 20th century, Praha
- 2011/2012 V plném spektru. Fotograﬁe 1900–1950 ze sbírky Moravské galerie v Brně, Pražákův palác, Brno
- 2016/2017 Desde el centro de Europa: Fotografía checa, 1912-1974. Colección Dietmar Siegert / From the Center of Europe: Czech Photography, 1912-1974. Dietmar Siegert Collection, Museu Fundación Juan March, Palma de Mallorca, Museo de Arte Abstracto Español, Cuenca

### Filmová tvorba (výběr)
Jako televizní kameraman se podílel na televizních inscenacích, filmech a seriálech
- 1967 Někoho jsem zastřelil (tv. film, asistent kamery)
- 1968 Sňatky z rozumu (tv seriál, 5 d., kameraman)
- 1969 Pan Větrovský z Větrova a paní Deštná z Dešťova (tv film, kameraman)
- 1972 Pohár za první poločas (tv. film, kameraman)
- 1974 Sám proti městu (tv film, II. kameraman)
- 1975 Kdo hledá najde (tv film, kameraman)
- 1975 Nejmladší z rodu Hamrů (tv seriál, 11 d., kameraman)
- 1977 Nikola Šuhaj loupežník (tv inscenace, II. kameraman)
- 1978 Sázka pro dva (tv. film, kameraman)
- 1979 Mapa zámořských objevů (tv. film, kameraman)
- 1980 Nezralé maliny (1980, II. kameraman)
- 1980 Dopis psaný španělsky (tv. film, kameraman)
- 1981 Mezičas (1981, tv film, II. kameraman)
- 1983 Smrt krále Václava IV. (tv. film, kameraman)
- 1983 Dialog s doprovodem děl (tv. film, kameraman)
- 1983 Hodina před ránem (tv film, I. kameraman)
- 1984 Čas zrání (tv film, I. kameraman)
- 1984 Rubikova kostka (tv film, II. kameraman)
- 1985 Vévodkyně valdštejnských vojsk (tv. film, kameraman)
- 1985 Globseck (tv inscenace, II. kameraman)
- 1985 Princezny nejsou vždycky na vdávání (tv. film, kameraman)
- 1985 Jestli jednou odejdu (tv. film, kameraman)
- 1986 Ohnivé ženy se vracejí /(tv film, II. kameraman)
- 1986 Žena z Korinta (tv. film, kameraman)
- 1986 Výsledek testu (tv. film, kameraman)
- 1986 Území strachu (tv. film, kameraman)
- 1987 Opožděná vražda (tv inscenace, II. kameraman)
- 1987 Zdaleka ne tak ošklivá, jak se původně zdálo (tv. miniserie, 2 epizody, kameraman)
- 1987 V kleštích (tv. film, kameraman)
- 1987 Srdíčko (tv. film, kameraman)
- 1987 Španělé v Praze (tv. film, kameraman)
- 1989 Trezor (tv. film, kameraman)
- 1990 Jak chytit krokodýla (tv. film, I. kameraman)
- 1991 Hřbitov pro cizince (tv film, II. kameraman)
- 1991 Skládačka (tv. film, kameraman)
- 1993 Zelený rytíř (tv. film, kameraman)
- 1994 Čas zrání (tv insc., I. kameraman)
- 1994 Z hříček o královnách - Nevěra po císařsku (tv. film, kameraman)
- 1995 Z hříček o královnách - Záskok pro Sissi (tv. film, kameraman)
- 1995 Modrá krev (tv. film, kameraman)
- 1996 Flotila (tv hra, I. kameraman)
- 1996 Hospoda (tv seriál, I. kameraman)